# Звулун Сіман-Тов
Звулун Сіман-Тов (Дарі/Пушту: زابلون سیمینتوف, івр. זְבוּלוּן סימן-טוב; також: Зевулун; нар. 1959 року, Герат, Афганістан) — афганський єврейський торговець килимами та ресторатор. До евакуації він був відомий тим, що був останнім євреєм, який залишився жити в Афганістані, а також доглядом єдиної синагоги, розташованої в Кабулі. 7 вересня 2021 року він покинув Афганістан за допомогою приватної охоронної компанії, організованої ізраїльсько-американським бізнесменом Мордехаєм (Моті) Кагана. Пізніше стало відомо, що останніми євреями в Афганістані була сім'я Тови Мораді, далекої родички Звулуна, які покинули країну тільки у жовтні 2021 року.

## Біографія

### Раннє життя
Сіман-Тов народився в ортодоксальній єврейській сім'ї в місті Герат в 1959 році, і там він провів більшу частину свого раннього життя до остаточного переїзду в Кабул. Його житло було серйозно пошкоджене під час приходу талібів до влади під час Другої громадянської війни в Афганістані, що змусило його переїхати в єдину синагогу міста. Незважаючи на те, що більшість євреїв до цього часу вже виїхали з країни, а значна частина оселилася в Ізраїлі, Сіман-Тов не виїхав назавжди; він трохи пожив у Туркменістані, але повернувся до Кабулу в 1998 році, коли таліби офіційно створили Ісламський Емірат Афганістан. Протягом цього періоду бойовики Талібану кілька разів затримували Сіман-Това, ув'язнювали, знущалися з нього.

### Після 1998 року
Сіман-Тов жив у синагозі в Кабулі разом з іншим євреєм, що теж залишився в Афганістані, Їцхаком Леві, аж до смерті останнього 26 січня 2005 року (у віці близько 80 років). Коли Сіман-Тов повернувся до Кабулу з Туркменістану, Леві спершу радо прийняв його в синагозі, але з часом між чоловіками розгорілася ворожнеча через особисті й релігійні розбіжності.
В інтерв'ю американському єврейському журналу «Tablet» Сіман-Тов наголосив на труднощах того, щоб бути ізольованим і єдиним сповідником юдаїзму в Афганістані. Йому довелося отримати спеціальний дозвіл від найближчого рабина в Ташкенті (Узбекистан), щоб власноруч різати власну худобу на м'ясо відповідно до єврейських дієтичних законів, оскільки зазвичай це може зробити лише спеціально навчений єврейський м'ясник. Сіман-Тов отримував регулярно спеціальні кошерні поставки на Песах від афганських євреїв, що живуть в Нью-Йорку. Він заявив, що носить кіпу лише наодинці, і не дуже хоче впускати відвідувачів до своєї синагоги.
Сіман-Тов жив сам у невеликій кімнаті синагоги і отримував пожертви від єврейських груп за кордоном, а також від співчутливих місцевих жителів-мусульман. Дружина, з якою він розлучився, і дві дочки проживають в Ізраїлі. На запитання під час інтерв'ю, чи буде він також емігрувати до Ізраїлю та приєднається до родини, Сіман-Тов відповів: «Їхати в Ізраїль? Які там у мене справи? Чому я маю їхати?». У відеоінтерв'ю 2007 року з «Al Jazeera», Сіман-Тов припустив, що він може бути зацікавлений у переїзді до Ізраїлю, до своїх двох дочок. Однак, він знову висловив небажання переїжджати в інтерв'ю 2019 року, заявивши: «Я не розмовляю івритом. Я — афганець». Сіман-Тов також сказав, що особисто знає колишнього президента Афганістану Ашрафа Гані.
У листопаді 2013 року Сіман-Тов оголосив, що закриє свій кебаб-ресторан у березні 2014 року через зменшення попиту після скорочення військ США та НАТО в Афганістані.

### Наступ талібів 2021 року
У квітні 2021 року Сіман-Тов оголосив, що він поїде з Афганістану до Ізраїлю після Великих свят у вересні, побоюючись відродження таких груп, як Талібан, після обіцяного виведення американських військових. 15 серпня 2021 року, за три тижні до першого з Великих Святих днів, таліби захопили Кабул. Сіман-Тов залишився в Кабулі, незважаючи на пропозиції виїхати, в тому числі від бізнесмена Мордехая Кагана, який запропонував заплатити за приватний літак, щоб доставити його до Ізраїлю. Рабин Менді Чітрік з Альянсу рабинів в Ісламських державах залучив турецький уряд до спроб врятувати Сіман-Това з Кабулу. Сіман-Тов наполягав на тому, що він має залишитися, щоб піклуватися про останню синагогу країни, хоча пізніше стало відомо, що на його рішення залишитися міг вплинути той факт, що він відмовився дати своїй дружині ґет (єврейське релігійне розлучення). Така відмова може означати тюремне ув'язнення в Ізраїлі. Також була інформація, що він відмовився втекти, бо винен гроші своїм сусідам і хотів погасити свої борги. Згодом він таки полетів із країни з кількома родинами сусідів, заявивши, що тікає не через Талібан, а через ймовірність, що інші, більш радикальні ісламістські угрупування, такі як ІД-ХП, візьмуть його в заручники. Після виїзду з Афганістану Сіман-Тов надав дружині дозвіл на релігійне розлучення. У жовтні 2021 року його двоюрідна сестра, Това Мораді, також втекла з Афганістану.

## П'єси та фільми
Історія Сіман-Това і Леві як єдиних євреїв, що залишилися в Афганістані, послужила основою для п'єс і навіть фільмів. 2003 року у Нью-Йорку поставили п'єсу Джоша Ґрінфелда «Останні два євреї Кабулу» (англ. The Last Two Jews of Kabul).
Також є британська п'єса Майкла Дж. Флексера (англ. Michael J Flexer) «Сторож брату моєму» (англ. My Brother's Keeper), яку поставили вперше 2006 року у Лондоні. На основі п'єс Флексера був написаний сценарій для короткометражного фільму «Шалом, Кабул» (англ. Shalom Kabul), який вийшов 2013 року.

## Виноски
1. 1 2  Vice — Vice Media Group, 1994. — ISSN 1077-6788
2. ↑  Motlagh J. The last Jew in Afghanistan
3. ↑  Langston, Henry (2 листопада 2011). The Last Jew in Afghanistan. Vice. Архів оригіналу за 29 січня 2022. Процитовано 17 серпня 2021.
4. ↑  Aizenman, N.C. (27 січня 2005). Afghan Jew Becomes Country's One and Only. The Washington Post. с. A10. Архів оригіналу за 16 травня 2011. Процитовано 29 січня 2022.
5. ↑  Now I’m the only Jew in the city. The Times. Архів оригіналу за 11 березня 2007.
6. ↑  'Only one Jew' now in Afghanistan. BBC News. 25 січня 2005. Архів оригіналу за 13 березня 2007. Процитовано 29 січня 2022.
7. ↑  Martin Fletcher (14 червня 2008). The last Jew in Afghanistan. NBC News. Архів оригіналу за 16 червня 2008.
8. ↑  Sharon, Jeremy (8 вересня 2021). Last Jew leaves Afghanistan. The Jerusalem Post. Архів оригіналу за 13 вересня 2021. Процитовано 14 вересня 2021.
9. 1 2  Afghanistan’s last Jew finally leaves the country, reportedly headed to US. The Times of Israel. 7 вересня 2021. Архів оригіналу за 12 вересня 2021. Процитовано 14 вересня 2021.
10. ↑  'Last Jew in Afghanistan' loses title to hidden Jewish family (англ.) . 03.11.2021, оновлено 01.12.2021. Архів оригіналу за 30 січня 2022. Процитовано 29 січня 2022.
11. ↑  Laura E. Adkin (31 жовтня 2019). The last Jews in Afghanistan argued so much the Taliban kicked them out of prison and stole their Torah. Jewish Telegraphic Agency. Архів оригіналу за 1 листопада 2019. Процитовано 11 липня 2020. Unfortunately, their feuding also allowed the Taliban to run away with the synagogue’s Torah. Scribed in the 15th century, the scroll was allegedly taken by Taliban’s interior minister and sold on the black market.
12. ↑  Nelson, Soraya Sarhaddi (19 липня 2007). In Afghanistan, a Jewish Community of One. NPR. Архів оригіналу за 20 жовтня 2020. Процитовано 28 листопада 2020.
13. ↑  Garfinkel, Jonathan (29 травня 2013). A Congregation of One. Tablet. Архів оригіналу за 21 червня 2013. Процитовано 28 листопада 2020.
14. ↑  The Virtual Jewish History Tour (Afghanistan) [Архівовано 16 січня 2017 у Wayback Machine.] by Alden Oreck, Jewish Virtual Library
15. ↑  The last Jew in Afghanistan - 12 Sep 07 на YouTube
16. ↑  „When the Taliban realized, I was a Jew, they let me go“. Bild. 4 лютого 2019. Архів оригіналу за 18 жовтня 2020. Процитовано 28 листопада 2020.
17. ↑  Donati, Jessica; Harooni, Mirwais (12 листопада 2013). Last Jew in Afghanistan faces ruin as kebabs fail to sell. Reuters. Архів оригіналу за 9 листопада 2020. Процитовано 28 листопада 2020.
18. ↑  Afghanistan: Taliban declare victory after President Ghani leaves Kabul. Deutsche Welle. 15 серпня 2021. Процитовано 16 серпня 2021.
19. ↑  Rosenfeld, Arno (17 серпня 2021). As Taliban take charge, uncertain future for Afghanistan’s Jewish heritage sites. Forward. Архів оригіналу за 20 серпня 2021. Процитовано 14 вересня 2021.
20. ↑  Afghanistan's last Jew Zebulon Simentov had decided to stay on amid humanitarian crisis. WION. 17 серпня 2021. Архів оригіналу за 29 січня 2022. Процитовано 17 серпня 2021.
21. ↑  Last Afghan Jew will be safe, Taliban spokesman (unwittingly) tells Israeli TV. The Times of Israel. 17 серпня 2021. Архів оригіналу за 8 вересня 2021. Процитовано 14 вересня 2021.
22. ↑  Pasko, Simcha (18 серпня 2021). Last Jew in Afghanistan refuses to give wife Jewish divorce. The Jerusalem Post (амер.). Архів оригіналу за 29 січня 2022. Процитовано 18 серпня 2021.
23. ↑  Poyet, Stanislas (20 серпня 2021). Zébulon Simantov, le dernier juif d'Afghanistan, ne quittera pas le pays malgré les talibans. Le Figaro. Архів оригіналу за 11 вересня 2021. Процитовано 14 вересня 2021.
24. ↑  Afghanistan's Last Jew Leaves After Taliban Takeover. Haaretz. The Associated Press. 8 вересня 2021. Архів оригіналу за 13 вересня 2021. Процитовано 14 вересня 2021.
25. ↑  Last Jew to leave Afghanistan divorces wife after refusing for over 20 years. The Times of Israel. 26 вересня 2021. Архів оригіналу за 2 жовтня 2021. Процитовано 3 жовтня 2021.
26. ↑  Ben Zion, Ilan; Semini, Llazar (29 жовтня 2021). The last, last Jew? Simentov relative flees Afghanistan after Taliban takeover. The Times of Israel. Архів оригіналу за 12 листопада 2021. Процитовано 28 листопада 2021.
27. ↑  JOSH GREENFELD. Last Two Jews Of Kabul, The (англ.) . doollee.com. Архів оригіналу за 29 січня 2022. Процитовано 29.01.2022.
28. ↑  MICHAEL J FLEXER. My Brother's Keeper (англ.) . doollee.com. Архів оригіналу за 24 серпня 2021. Процитовано 29.01.2022.
29. ↑  Hannah Schraer (15 серпня 2006). Fringe benefits. TotallyJewish.com. Архів оригіналу за 3 листопада 2006.
30. ↑  Shalom Kabul (англ.) . imdb.com. Архів оригіналу за 20 жовтня 2021. Процитовано 29.01.2022.
31. ↑  Michael J. Flexer (Writer) (англ.) . shalomkabul.com. Архів оригіналу за 29 січня 2022. Процитовано 29.01.2022.